# Mangagyilkosság
A mangagyilkosság (hollandul: Mangamoord) egy 2007-es megoldott belga gyilkosság, aminek elkövetőjét gyakran mangagyilkosnak (angolul: Manga Killer) nevezték. Az elnevezés a belga médiától ered az áldozat holtteste mellett talált cetlik nyomán. A cetliken lévő különböző színnel és nagybetűvel írt szavak egy, a Death Note japán mangában szereplő mondatot tartalmaztak. A „Watashi wa Kira dess” egy hibás írása a mangában szereplő „Én vagyok Kira” (私はキラです; Vatasi va Kira deszu; Hepburn: Watashi wa Kira desu) mondatnak. Jagami Light (夜神月; Hepburn: Light Yagami) a mangasorozat főszereplője, aki a halállista segítségével meg akarja tisztítani a világot a gonoszságtól és bűnözőktől, majd uralni azt.
A bűnügy nagy figyelmet kapott a japán médiában.

## Az eset
2007. szeptember 28-án egy megcsonkított holttestet találtak a Brüsszel közelében fekvő Forestben. A torzót és a két combot két gyalogló találta meg, miután felfigyeltek a rothadó test szagára. Röviddel később rátaláltak a test közelében fekvő két cetlire.
A nyomozóknak a nyomozás során nem sikerült azonosítaniuk az áldozatot, mert túl sok része hiányzott a holttestnek. A rendőrség a következőket állapította meg:
- A test megtalálásakor legfeljebb egy vagy kétnapos lehetett és valószínűleg egy hűtőben tárolhatták, ami így megmagyarázza a sebészeti pontosságú vágásokat a testen.
- Az áldozat 20 és 30 év körüli volt, az europid nagyrasszba tartozott.
- A bűntény közel esett Brüsszel legmagasabb pontjához és feltehetően szimbolikus jelentősége volt.
- A megtalált combok simára voltak borotválva, ami feltehetően pszichotikus viselkedésre utal.[7]

A nyomozók kezdetben nem vetették el az átverés eshetőségét: a tanév csak nem sokkal korábban kezdődött és az orvostanhallgatók viszonylag egyszerűen juthattak holttestekhez. Később a rendőrség bejelentette, hogy sorozatgyilkossal van dolguk.
A rendőrség közleményében kérte a közvélemény segítségét. Egy futó két nappal a holttest megtalálása előtt egy szőke hajú férfit látott feküdni ugyanott, ahol a testet felfedezték. Másnap ismét látta a férfit. A szemtanú azt gondolta, hogy a férfi aludt, ezért nem szentelt különösebb figyelmet neki. Nincs bizonyíték arra mutatóan, hogy a férfi lett volna az áldozat.
Egy hónappal később egy belga napilap cikkében arról számolt be, hogy a nyomozók még mindig nem értek el áttörést az ügyben.

### Zárlat
2013 júniusában két gyanúsítottat (Sidi Mohamed Atirt és Abdessamad Azmit) 20 év letöltendő szabadságvesztésre ítélték. A harmadik gyanúsított (Zacharia Benaissa) 23 évet kapott. Benaissát 2016. május 15-én tartoztatták le Gabonban, majd Forest börtönébe szállították.

## Fordítás
- Ez a szócikk részben vagy egészben  a   Manga Murder című angol Wikipédia-szócikk ezen változatának fordításán alapul.  Az eredeti cikk szerkesztőit annak laptörténete sorolja fel. Ez a jelzés csupán a megfogalmazás eredetét és a szerzői jogokat jelzi, nem szolgál a cikkben szereplő információk forrásmegjelöléseként.